# Tiberiu Ghioane
Tiberiu Ghioane (Târgu Secuiesc, 18 de Junho de 1981) é um ex-futebolista romeno, que defendia a equipe do Dínamo Kiev.
Na Seleção Romena, jogou entre 2001 a 2010 atuou 20 partidas e marcou 2 gol.

## Títulos
Dínamo de Kiev
- Premier League da Ucrânia: 2003, 2004, 2007, 2008
- Copa da Ucrânia: 2003, 2005, 2006, 2007
- Supercopa da Ucrânia: 2004, 2006, 2007